# Layla Hirsh Martínez
Layla Hirsh Martínez (Lima, 1979) es una científica peruana especializada en bioinformática. Es coautora de un estudio ampliamente citado en esta disciplina. Además, es la primera profesora principal de la carrera de Ingeniería Informática en la Pontificia Universidad Católica del Perú.
Su investigación se centra en la bioinformática y el análisis de estructuras repetitivas de proteínas. Ha trabajado en el desarrollo de herramientas computacionales para el estudio de secuencias proteicas, con aplicaciones en biología estructural y funcional.

## Primeros años
Desde joven mostró habilidades en matemáticas y, durante su educación secundaria, se interesó por la computación. En 1997, ingresó a la Pontificia Universidad Católica del Perú, donde estudió Ingeniería Informática y se especializó en algoritmos y cálculo. Posteriormente, obtuvo una Maestría en Ciencias de la Computación, que concluyó en 2005. En 2006, inició su doctorado en Biociencia y Biotecnología en la Universidad de Padua, Italia. Durante esta etapa, colaboró con especialistas de bioinformática y y en el estudio de proteínas repetidas.

## Distinciones y premios
- Premio Galileo (2009) – Otorgado por la Escuela de Posgrado de la Pontificia Universidad Católica del Perú, en reconocimiento a la excelencia académica.[14]
- Reconocimiento a la investigación (2015-2022) – Distinción otorgada por la Pontificia Universidad Católica del Perú en reconocimiento a sus publicaciones científicas y aportes en investigación.[15]
- En 2021, fue reconocida en el libro Mujeres en el conocimiento, donde se destaca su trayectoria científica y sus contribuciones al desarrollo de la bioinformática en el Perú.[16]
- Premio "Por las Mujeres en la Ciencia " (2021) – Otorgado por UNESCO-L’Oréal en la categoría Talentos en Ascenso, en reconocimiento a su trayectoria y contribución a la ciencia en el Perú.[17]